# Исланд на Европском првенству у атлетици на отвореном 2016.
Исланд је учествовао на 23. Европском првенству 2016. одржаном у Амстердаму, Холандија, од 6. до 10. јула. Ово је било двадесет прво европско првенство у атлетици на отвореном на којем је Исланд учествовао. Репрезентацију Исланда представљало је пет такмичара (1 мушкарац и 4 жена) који су се такмичили у 5 дисциплина (1 мушка и 4 женске).
На овом првенству представници Исланда нису освојили ниједну медаљу. У табели успешности према броју и пласману такмичара који су учествовали у финалним такмичењима (првих 8 такмичара) Исланд је са 2 учесника у финалу заузео 38. место са 2 бода.
| Плас. | Земља  | 1. место | 2. место | 3. место | 4. место | 5. место | 6. место | 7. место | 8. место | Бр. финал. | Бод. |
| ----- | ------ | -------- | -------- | -------- | -------- | -------- | -------- | -------- | -------- | ---------- | ---- |
| 38.   | Исланд | 0        | 0        | 0        | 0        | 0        | 0        | 0        | 2        | 2          | 2    |

## Учесници
| Мушкарци: - Гвидни Валур Гвиднасон — Бацање диска | Жене: - Анита Хинриксдотир — 800 м - Арна Стефанија Гудмундсдотир — 400 м препоне - Хафдис Сигурдардотир — Скок удаљ - Асдис Хјалмсдотир — Бацање копља |  |

## Резултати

### Мушкарци
| Атлетичар              | Дисциплина   | Лични рекорд | Квалификације | Квалификације | Полуфинале           | Полуфинале           | Финале               | Финале       | Детаљи |
| Атлетичар              | Дисциплина   | Лични рекорд | Резултат      | Место         | Резултат             | Место                | Резултат             | Место        | Детаљи |
| ---------------------- | ------------ | ------------ | ------------- | ------------- | -------------------- | -------------------- | -------------------- | ------------ | ------ |
| Гвидни Валур Гвиднасон | Бацање диска | 63,50        | 61,20 ЛРС     | 11. у гр. А   | Није се квалификовао | Није се квалификовао | Није се квалификовао | 22 / 27 (30) |        |

### Жене
| Атлетичарка                  | Дисциплина    | Лични рекорд | Квалификације | Квалификације | Полуфинале | Полуфинале  | Финале                | Финале       | Детаљи |
| Атлетичарка                  | Дисциплина    | Лични рекорд | Резултат      | Место         | Резултат   | Место       | Резултат              | Место        | Детаљи |
| ---------------------------- | ------------- | ------------ | ------------- | ------------- | ---------- | ----------- | --------------------- | ------------ | ------ |
| Анита Хинриксдотир           | 800 м         | 2:00,49 НР   | 2:02,44 КВ    | 1. у гр. 4    | 2:01,41 кв | 4. у гр. 2  | 2:02,55               | 8 / 32       |        |
| Арна Стефанија Гудмундсдотир | 400 м препоне | 57,60        | 57,14 КВ, ЛР  | 2. у гр. 2    | 57,24      | 8. у гр. 2  | Није се квалификовала | 18 / 35      |        |
| Хафдис Сигурдардотир         | Скок удаљ     | 6,56 НР      | 6,35          | 8. у гр. Б    |            |             | Није се квалификовала | 15 / 24 (26) |        |
| Асдис Хјалмсдотир            | Бацање копља  | 62,77 НР     | 58,83         | 3. у гр. Б    | 60,37      | 8 / 31 (34) |                       |              |        |